# Hongkong turizmusa

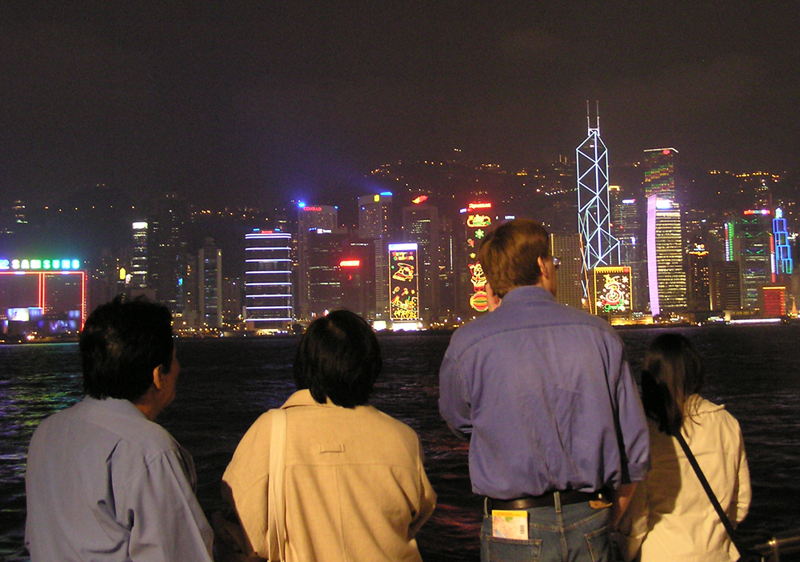
Turisták a Viktória-öbölben

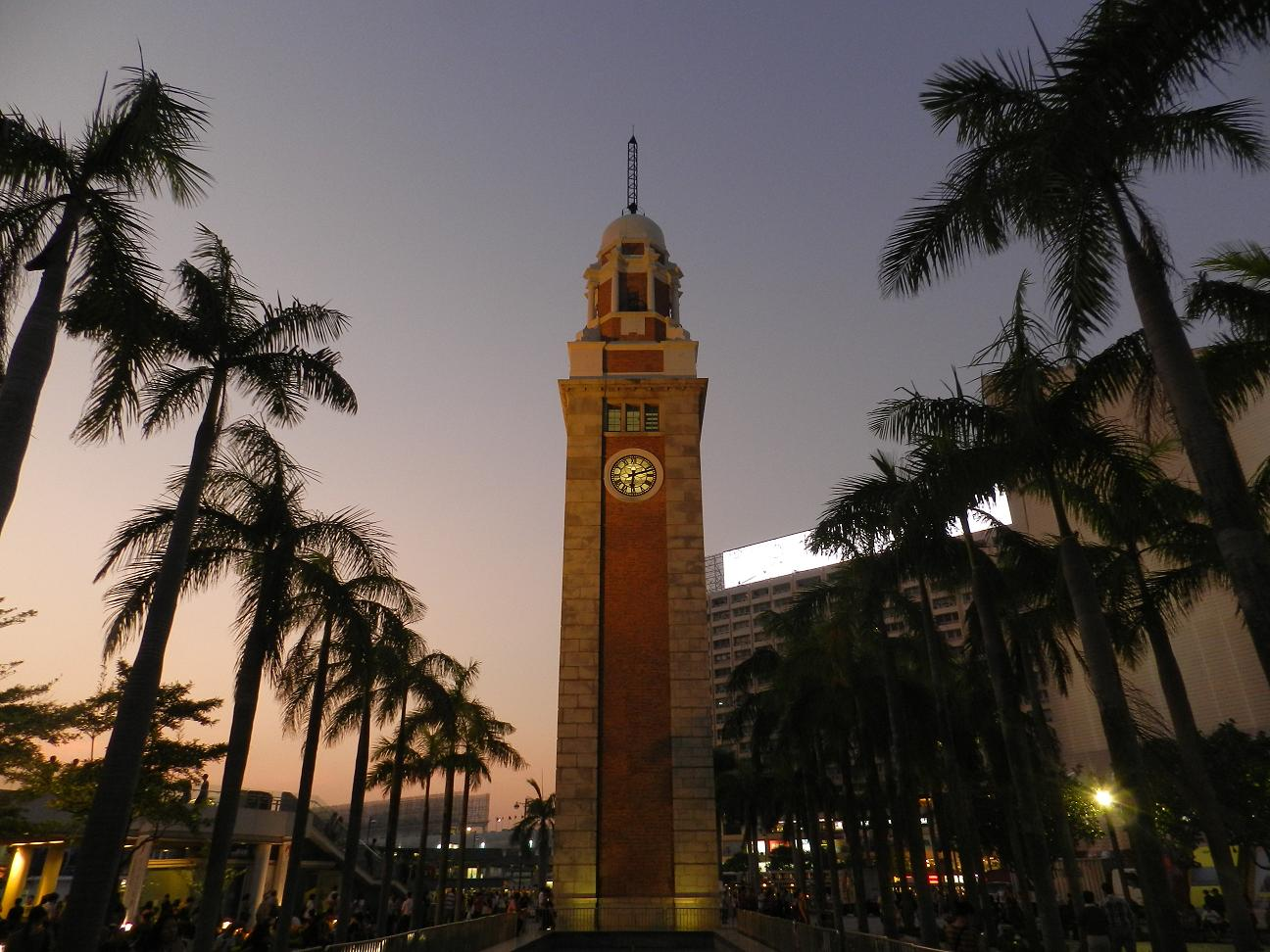
Cimszácöü-óratorony (Tsim Sha Tsui-óratorony), Kaulung (Kowloon)

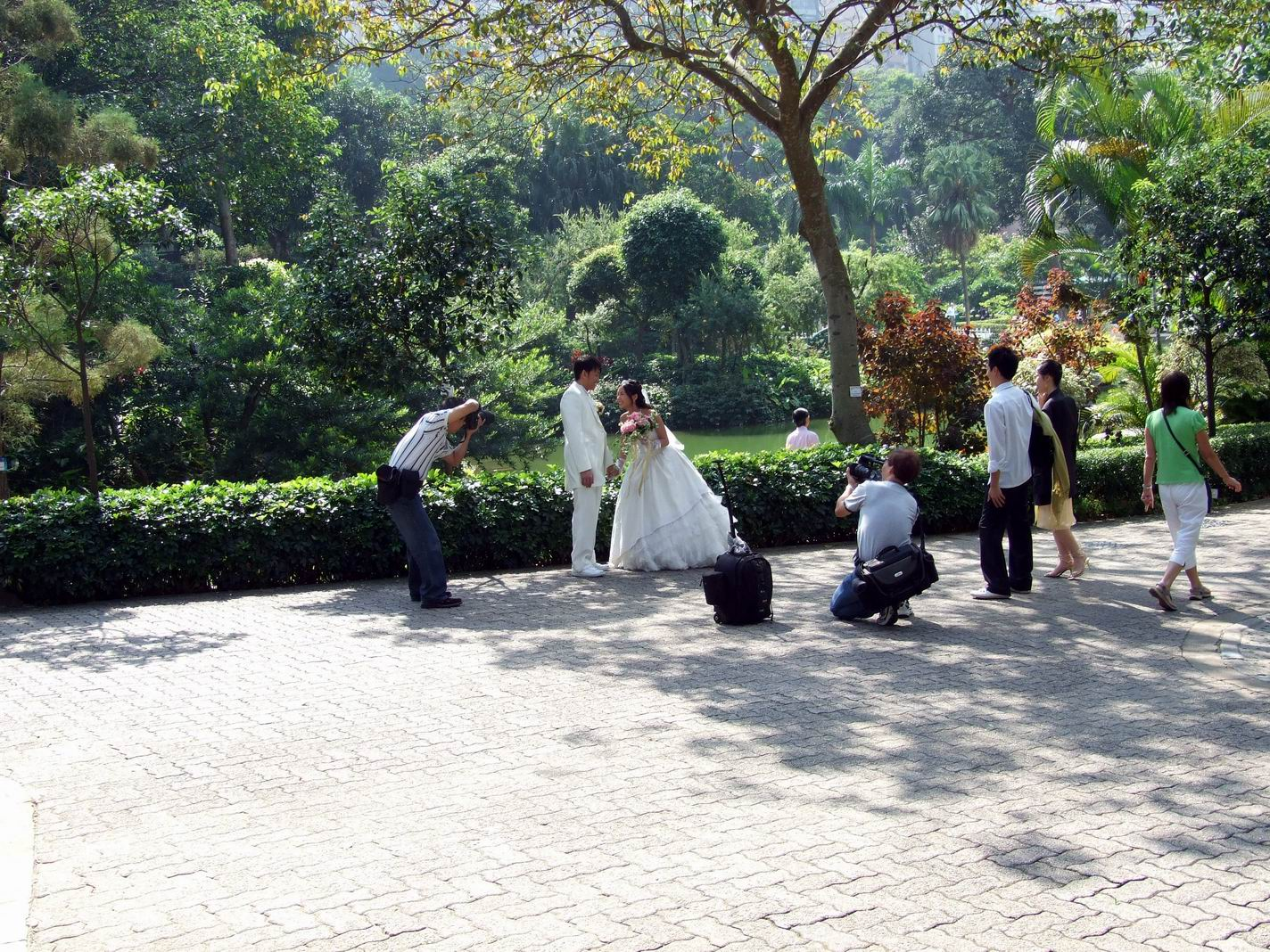
A Hongkong park nem csak a madármegfigyelők, de a házasulandók kedvenc helye is egyben

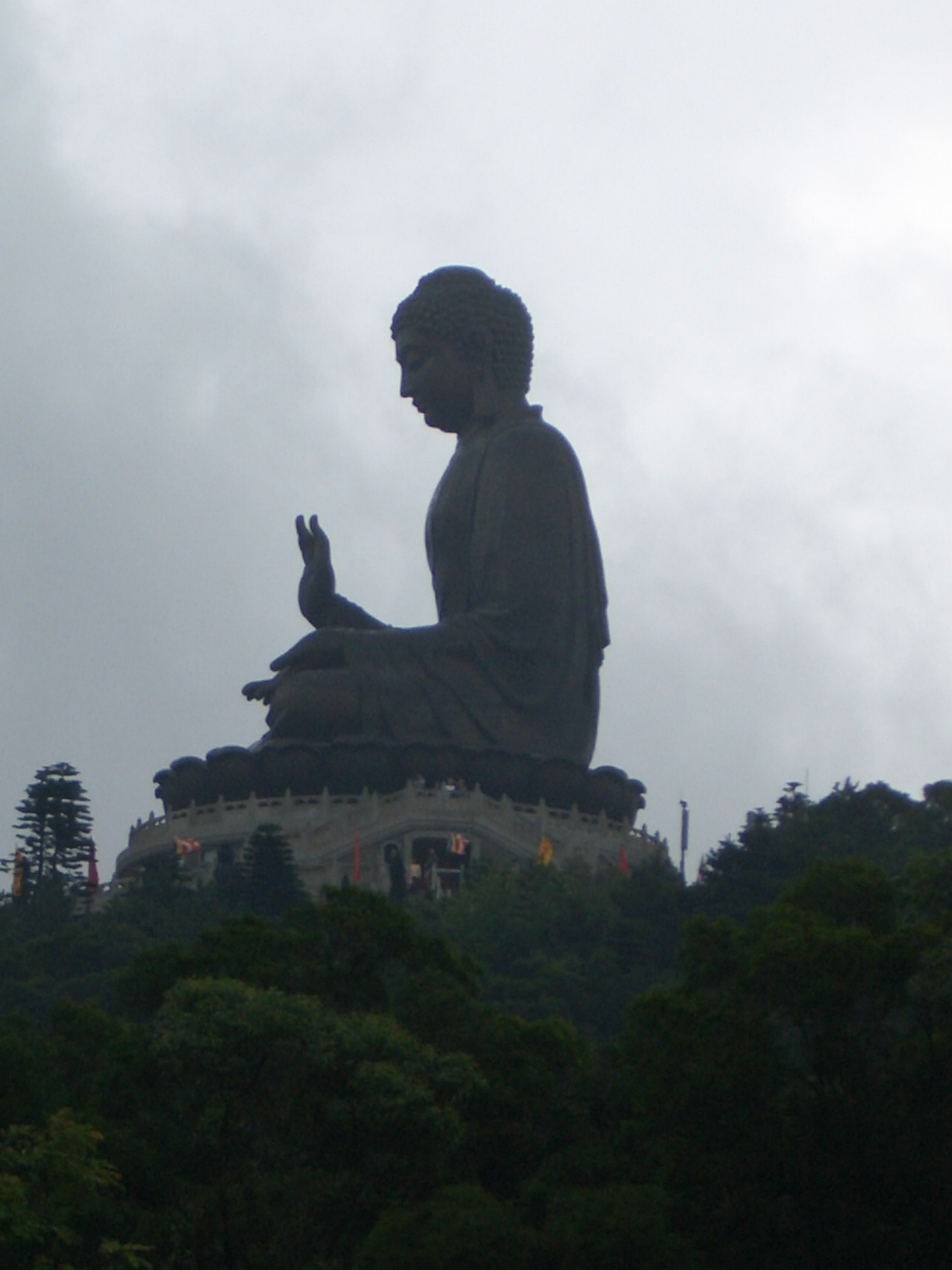
Az Óriás Buddha

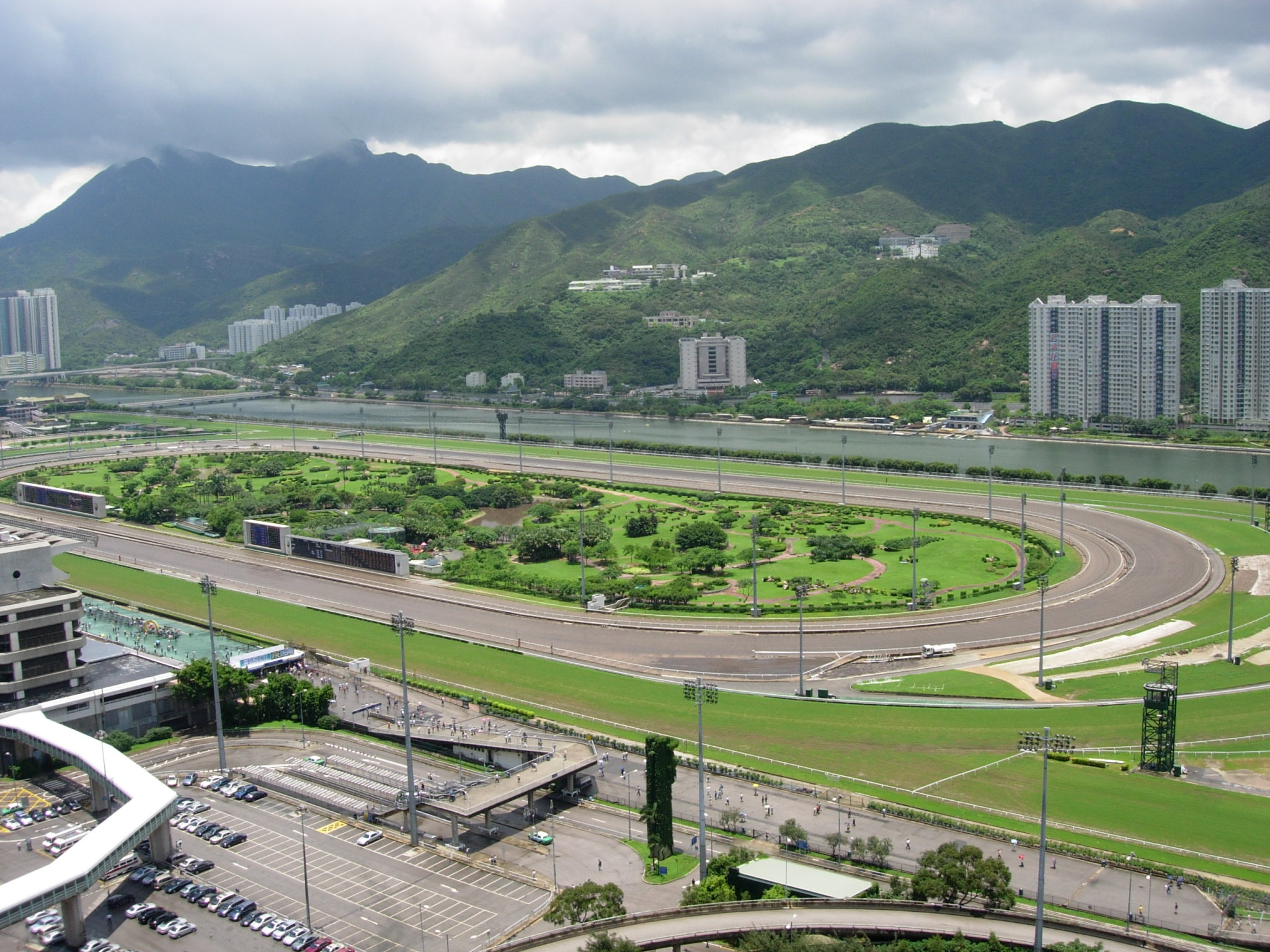
A Száthín (Saa Tin) lóversenypálya

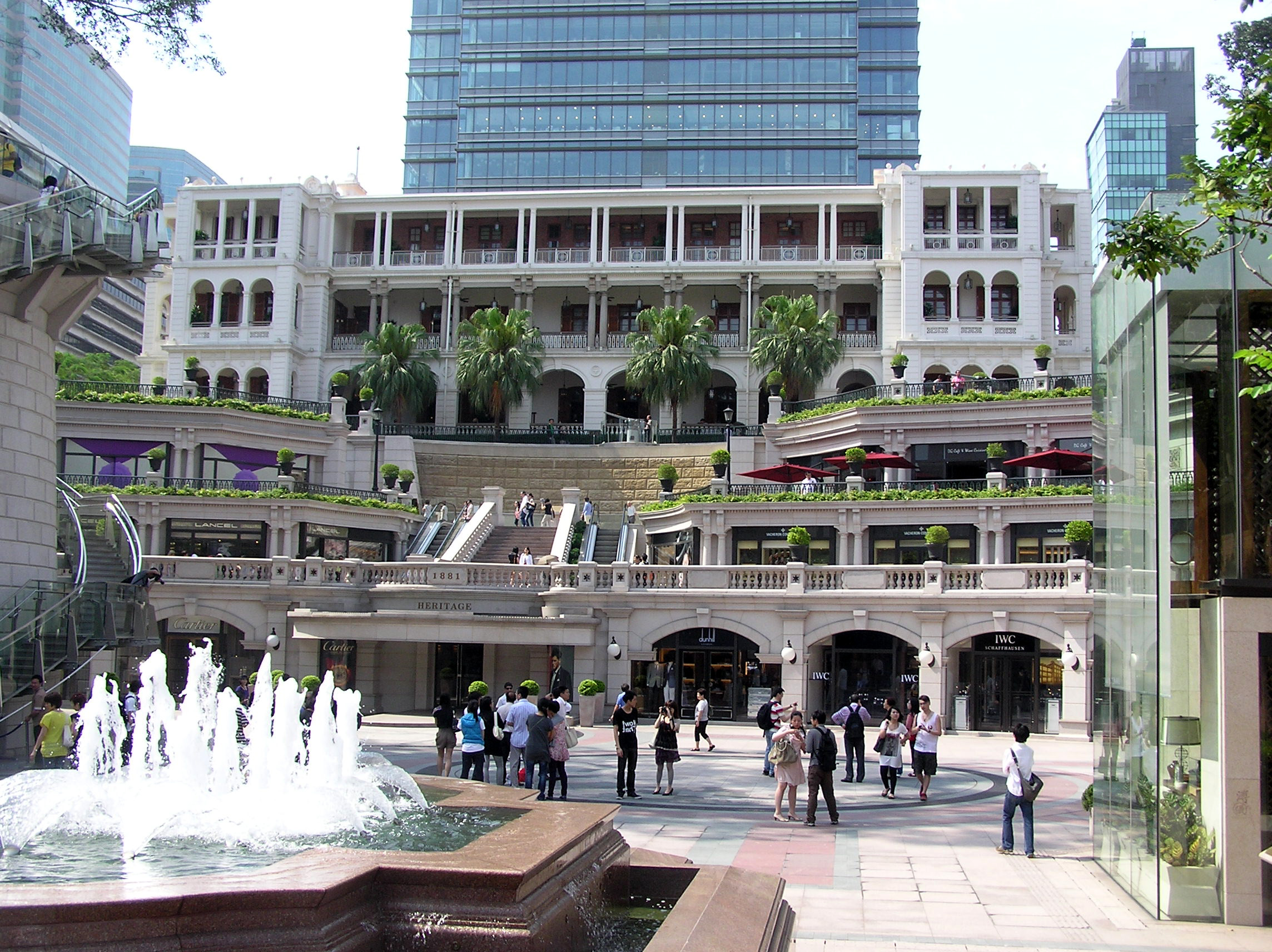
A 1881 Heritage

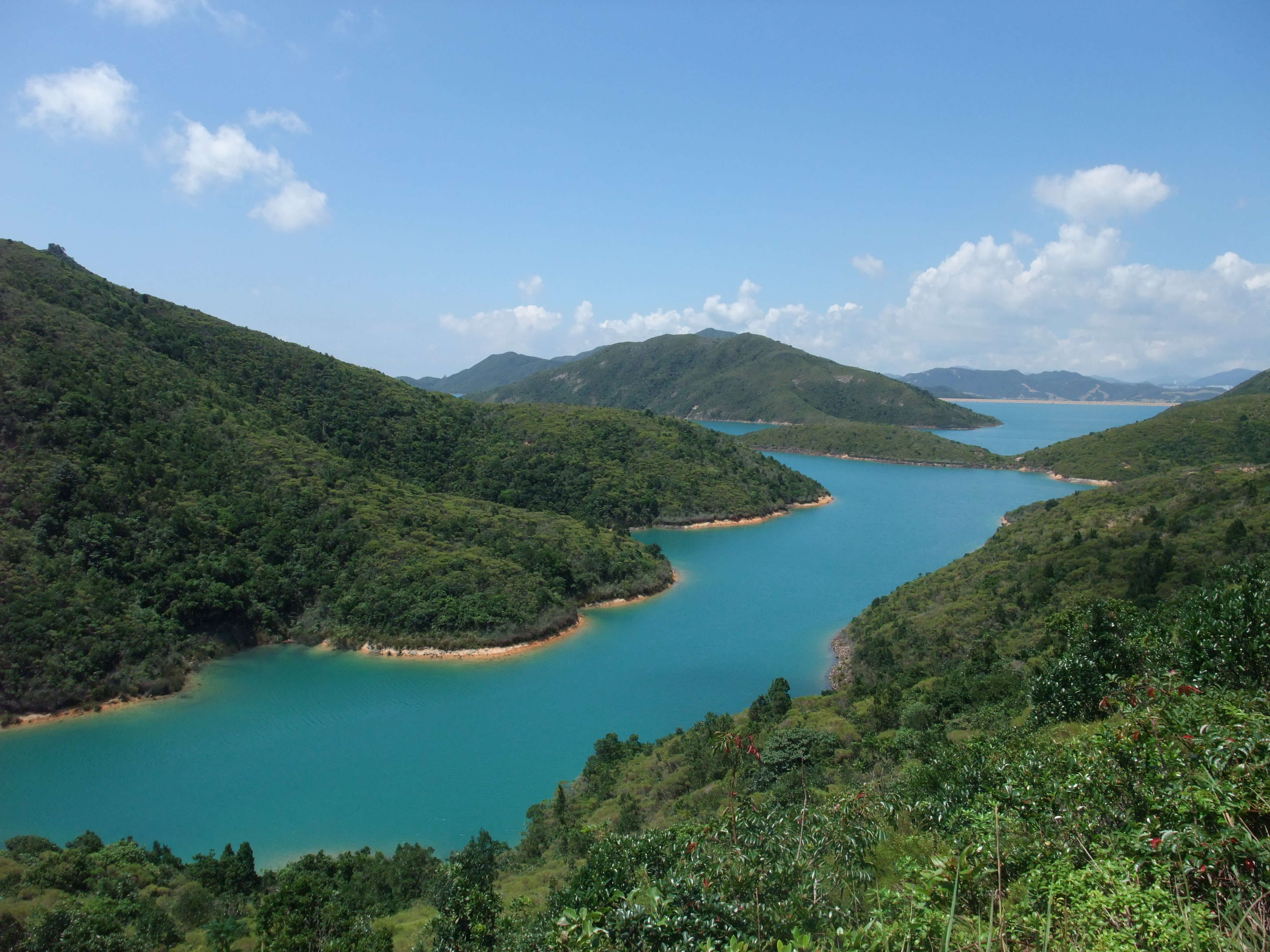
High Island, Hongkong, a Nemzeti Geopark része

Hongkong turizmusa a város gazdaságának egyik alappillére, 2009-ben a GDP 3,3%-át tette ki. Hongkong bővelkedik látnivalókban, a felhőkarcolók mellett hagyományos kínai épületek, számos modern park, egy ócenárium és egy Disneyland is megtekinthető. Itt található a Csillagok sétánya is, a legnagyobb kínai filmsztárok kézlenyomataival. Egész évben számos kulturális rendezvényt szervez a város, a modern koncertektől a hagyományos kínai fesztiválokon át nemzetközi sporteseményekig.

## Statisztikai adatok
2011-ben 42 millió turista látogatott Hongkongba, ami a város történelmének legnagyobb turisztikai forgalmát jelenti, ez 2010-hez képest 16,4%-os növekedés. A látogatók túlnyomó többsége (67%) Kínából érkezett. Mintegy kétmillióan Tajvanról érkeztek a városba, ami a növekvő számú repülőjáratoknak tulajdonítható. Mintegy 14,6%-kal több dél-koreai látogatott ide, mint egy évvel korábban. Szinte minden érkező állomásról növekedést regisztráltak, például az amerikai turisták száma is 3,5%-kal nőtt. Az orosz turisták száma meghaladta az 50%-os növekedést, de Dél-Amerikából is jóval többen érkeztek, mint a korábbi években. A Hongkongi Turisztikai Hivatal számításai szerint 2011-ben a turisták mintegy 253 milliárd hongkongi dollárt (7600 milliárd forintot) költöttek el a városban, ami 20,5%-os növekedés 2010-hez képest. 2011-ben Hongkongban 184 regisztrált hotelt tartottak számon. 
A turizmusban a lakosság mintegy 5,5%-a dolgozik. Hongkongba 170 országból lehet vízummentesen beutazni. A szárazföldi kínaiak nagy része csak csoportos, szervezett utazások keretében léphet Hongkongba, azonban 2002 óta lehetőség van egyéni beutazásra is, 49 kijelölt kínai városból.

## Országimázs
A Hong Kong Tourism Board (HKTB) felelős a turizmus növeléséért, az országimázs kialakításáért. 2011 óta Hongkong az Asia's World City („Ázsia világvárosa”) szlogennel reklámozza magát, kihangsúlyozva a város kozmopolita jellegét és sokszínűségét. A HKTB weboldalt üzemeltet, mely Hongkong látványosságain túl az aktuális programokat is listázza és okostelefon-alkalmazásként is letölthető. A weboldalt havonta 4,5 millióan látogatják. 2009-ben a kormány 100 millió HKD-os alapot hozott létre különféle nagy volumenű események (fesztiválok, művészeti és sportrendezvények) szervezésére, a támogatásra nonprofit szervezetek pályázhatnak.

## Látnivalók

### Hongkong-sziget
Itt található Madame Tussaud panoptikuma helyi és nemzetközi hírességek (például Jackie Chan, Jay Chou, Bruce Lee, Jet Li, Szun Jat-szen vagy éppen Jao Ming) viasszobraival. Az 1906-ban épült Western Market Edward-korabeli stílusú épületében számos helybéli üzlet és étterem kapott helyet. Az Ocean Park (Ócenárium) 870 000 m²-en, 1977 óta működik. A sziget egyik fő látványossága az Aberdeen-kikötő, ahol egy három szintes, kínai motívumokkal díszített úszó étterem is horgonyoz. A Hongkong park nyolc hektáron terül el és több mint 150 féle madárfajnak ad otthont. A Happy Valley Hongkong két lóversenypályájának egyike, 1846 óta tartanak itt lóversenyeket, 1973 óta éjszaka is. Hongkong-sziget neves nyugati éttermei és népszerű klubjai a Lánkvájfong (Laan Gwai Fong) negyedben tömörülnek. A Hollywood Roadtól délre található a SoHo (South of Hollywood Road), ami divatos negyeddé vált, mióta megépült itt a világ leghosszabb kültéri fedett mozgólépcsőrendszere, a Central–Mid Levels mozgólépcső. Repulse Bay homokos tengerpartja népszerű a napozók és a sétálók körében.

### Kaulung(Kowloon)
Kaulung (Kowloon) ad otthont a Csillagok sétányának, ahol filmsztárok kézlenyomatai mellett Bruce Lee szobrát is meg lehet tekinteni. Ugyancsak itt található a Kowloon Walled City Park, amit a lebontott Kowloon Walled City, Hongkong hírhedt egykori nyomornegyedének helyén építettek. Cimszácöü (Tsim Sha Tsui) városrész tengerpartján a Guinness-rekorder A Symphony of Lights („Fények szimfóniája”) tekinthető meg, ami egy összehangolt éjszakai fény- és tűzijátékparádé. A negyed egyik legnépszerűbb utcai piaca a Ladies’ Market („Hölgyek piaca”). Ugyancsak ebben a városrészben, a Canton Roadon található a 1881 Heritage épületkomplexum, ami bevásárlóközpont, hotel és kiállítóterem egyben. A Viktória-korabeli stílusú épület az 1880-as évektől 1996-ig a hongkongi vízirendőrségé volt. Az International Commerce Centre felhőkarcoló 100. emeletén a Viktória-kikötőre nyílik 360°-os kilátás a Sky100-nak elnevezett kilátóból.

### Új területek
A városrészben található többek között a Máván (Maa Waan) Park (馬灣公園), ahol Noé bárkájának élethű mása áll. Ebben a városrészben találhatóak a város legrégebbi települései és templomai is. A Hong Kong Wetland Park a ökoturizmus központja, az északkeleti részen pedig a National Geoparkban Hongkong sziklás-hegyes területeit lehet bejárni. A Száthín (Saa Tin) Lóversenypálya 83 000 néző befogadására alkalmas, a versenyszezon szeptembertől júniusig tart.

### Szigetek
A kisebb szigetek is számos látnivalót kínálnak, Lánthau (Lanthau) szigetének egyik legnagyobb attrakciója a 26,5 méter (a pódiummal együtt 34 méter) magas óriás bronz Buddha-szobor, mely 202 tonnát nyom és Kína egyes részeiről is jól látható. Ugyancsak ezen a szigeten található Disneyland, a nemzetközi repülőtérhez kapcsolódó SkyCity óriáspláza és az AsiaWorld Expo. A környező kisebb szigeteken a hagyományos életmódba lehet betekinteni, ide kompjáratok közlekednek.

## Rendezvények
Hongkongban minden évben számos kulturális, művészeti és sportrendezvényt bonyolítanak le, ezek egy része a hagyományos kínai ünnepekhez kapcsolódó fesztiválok, mint az Őszközép ünnep, a Sárkányhajó-fesztivál vagy a kínai újév, de saját fesztiválokat, programokat is kínál a város, mint például a WinterFest, a Hong Kong Cultural Celebrations, a Summer Pop – Live in Hong Kong koncert, a Wine & Dine Festival, a Hong Kong International Jazz Festival vagy a Hong Kong Well-wishing Festival. Sportrendezvények közül is lehet válogatni, mint például a Hong Kong Squash Open, a Hong Kong Open Championship golfverseny, a Hong Kong International Races lóverseny és az évente megrendezett maratoni futás.